# Racławice
Racławice è un comune rurale polacco del distretto di Miechów, nel voivodato della Piccola Polonia.
Ricopre una superficie di 59,18 km² e nel 2004 contava 2 566 abitanti.